# Thermoproteota
Die Thermoproteota (früher auch „Crenarchaeota“ genannt, ursprünglich „Eozyten“ oder wissenschaftlich „Eocyta“) sind ein Phylum (Stamm bzw. Abteilung) einzelliger Lebewesen aus der Domäne der Archaeen (Archaea).
Früher wurden die Thermoproteota ausschließlich für Extremophile gehalten (d. h. entweder (extrem) thermophil bzw. thermoacidophil oder psychrophil), jedoch zeigten weitere Untersuchungen, dass die Thermoproteota zu den häufigsten Archaeen im Meer gehören. Diese Gruppe wird als mesophile, „marine Gruppe I“  bezeichnet.

## Eigenschaften
Innerhalb der Thermoproteota findet man Organismen, die an extreme Umweltbedingungen angepasst und in Bereichen mit sehr hoher oder sehr niedriger Temperatur zu finden sind.
Viele Vertreter leben im arktischen Plankton, wo sie bei Temperaturen oft unter 0 °C überleben. Diese Psychrophilen bzw. Kryophilen sind jedoch erst vereinzelt unter Laborbedingungen kultiviert worden.
Eine andere Gruppe innerhalb der Thermoproteota lebt unter hyperthermischen Bedingungen, also bei Temperaturen von 80–110 °C, Pyrolobus fumarii lebt sogar bei 113 °C und überlebt auch einstündiges Autoklavieren. Viele der Thermoproteota wie z. B. Sulfolobus acidocaldarius tolerieren auch hohe Säurekonzentrationen (pH-Werte von 1–2) und sind damit thermoacidophil.
Einer der am besten charakterisierten Organismen der Thermoproteota ist Sulfolobus solfataricus (heute in eine andere Gattung transferiert, nun Saccharolobus solfataricus). Ursprünglich wurde dieser Organismus aus schwefelhaltigen heißen Quellen in Italien isoliert und wächst bei 80 °C und einem pH-Wert von 2–4.
Da in ihrem Lebensraum oft kein organisches Substrat vorhanden ist, leben viele von der Fixierung von Schwefel, Kohlenstoffdioxid oder Wasserstoff. Andere können jedoch auch organisches Material verstoffwechseln. Bei der Kohlenstoffdioxidassimilation verwenden sie entweder den 3-Hydroxypropionat/4-Hydroxybutyratzyklus (z. B. Sulfolobus) oder den Dicarboxylat/4-Hydroxybutyratzyklus (z. B. Desulfurococcales oder Thermoproteales).
Eine Reihe von Viren parasitiert Vertreter der Thermoproteota (oder ist zumindest mit diesen assoziiert), darunter zwei Familien der Ligamenvirales (Rudiviridae und Lipothrixviridae) und zwei Familien der Juravirales (Yangangviridae und Yanlukaviridae).

## Etymologie
- Der Name Thermoproteota leitet sich ab von der Typusgattung Thermoproteus und damit von altgriechisch Θέρμη thermē, deutsch ‚Hitze‘ und dem griechischen Meeresgott Πρωτεύς Prōteús, der – nach der Mythologie – verschiedene Formen annehmen konnte. Die Endung ‚-ota‘ kennzeichnet Stämme (Abteilungen bzw. Phyla).

- Die alte Bezeichnung „Crenarchaeota“ stammt von altgriechisch κρήνης crenos, deutsch ‚Ursprung‘ oder ‚Quelle‘, der Mittelteil verweist auf Archaeen, die Endung wieder auf ein Phylum: Es ist also ein Phylum urtümlich erscheinender Archaeen gemeint.

- Die Bezeichnung „Eocyta“ stammt von altgriechisch Ἕως Héōs, deutsch ‚Morgenröte‘ – im Sinn von Frühzeit (der Erde) – und κύτος kýtos, deutsch ‚Gefäß‘, meint also Zellen der Urzeit.

## Systematik
In den Jahren um 2017 fanden sich anhand von Metagenomik-Daten Hinweise auf eine Reihe weiterer Organismen und Linien, die mit den Thermoprotei [„Crenarchaeota“ s. a.] verwandt sind. Zunächst wurden gefunden:
- „Ca. Thaumarchaeota“ Brochier-Armanet et al. 2008[4]
jetzt: Klasse Nitrososphaeria Stieglmeier et al. 2014  [„Thaumarchaea“] im Phylum Thermoproteota.
- „Ca. Augarchaeota“ corrig. Nunoura et al. 2011 [„Ca. Aigarchaeota“ Nunoura et al. 2011]
jetzt: Klasse „Ca. Aigarchaea“ Petitjean et al.[5] [„Nitrososphaeria_A“ (GTDB)[6]] im Phylum Thermoproteota.
- Phylum „Ca. Verstraetearchaeota“ Vanwonterghem et al. 2016
jetzt: Klasse „Ca. Methanomethylicia“ corrig. Vanwonterghem et al. 2016
- Phylum „Ca. Korarchaeota“"(G) Ludwig & Klenk 2001 bzw. S. M. Barns et al. 1996
jetzt Klasse „Ca. Korarchaeia“ Rinke et al. 2021 (basal) im Phylum Themoproteota, evtl. aber weiter eigenes Phylum im TACK-Superphylum (jetzt Reich Thermoproteati).

Viele ursprünglich als Phyla angesehene Kladen gelten inzwischen (inhaltlich) als Klassen innerhalb der Thermoproteota. Da die bisherigen Namen mit der Endung ‚-ota‘ für Phyla stehen, gelten diese Bezeichner formal als Synonyme von ‚Thermoproteota‘ (Phylum).
Nach Einführung der taxonomischen Rangstufe ‚Reich‘ auch für Prokaryoten wurde 2024 die Bezeichnung Thermoproteota als einzig gültiger Name der vorliegenden Archaeengruppe festgelegt.
Die Systematik nach der List of Prokaryotic names with Standing in Nomenclature (LPSN); ergänzt nach der Taxonomie des National Center for Biotechnology Information (NCBI) und der Genome Taxonomy Database (GTDB); ist wie folgt (Stand 14. Juni 2025):
Phylum Thermoproteota Garrity & Holt 2021 [bzw. „Thermoproteota“ Whitman et al. 2018,
Phylum „Thermoproteaeota“ Oren et al. 2015, —
Phylum „Crenarchaeota“ Garrity & Holt 2001 
Phylum „Ca. Geothermarchaeota“ Jungbluth et al. 2017,
Phylum „Ca. Korarchaeota“ Ludwig & Klenk 2001,
Phylum „Xenarchaeota“
Phylum „Nitrososphaeraeota“ Oren et al. 2015,
Phylum Nitrososphaerota Brochier-Armanet et al. 2021 bzw. „Nitrososphaerota“ Whitman et al. 2018,
Phylum „Ca. Thaumarchaeota“ Brochier-Armanet et al. 2008,
Phylum „Ca. Methanomethylicota“ corrig. Vanwonterghem et al. 2016,
Phylum „Ca. Verstraetearchaeota“ Vanwonterghem et al. 2016]
- Klasse „Ca. Bathyarchaeia“ McGonigle et al. 2019 [bzw. „Ca. Bathyarchaeia“ Khomyakova et al. 2023, „Ca. Bathyarchaeia“ Loh et al. 2021,
Klasse „Miscellaneous Crenarchaeotal Group“ (MCG)[11],
Klasse inhaltlich entsprechend dem früheren Phylum „Ca. Bathyarchaeota“ Meng et al. 2014[12][10] (nach LPSN herabgestuft)[A. 1]]

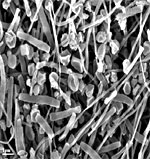
REM-Aufnahme einer Anreicherungskultur von Korarchaeia (Obsidian Pool, YNP).

- ?Klasse „Ca. Korarchaeia“ Rinke et al. 2021 (vermutlich basal stehend, evtl. eigenes Phylum)

- Klasse „Ca. Methanomethylicia“ corrig. Vanwonterghem et al. 2016 [ „Ca. Methanomethylia“ Vanwonterghem et al. 2016]

- Klasse „Ca. Methanosuratincolia“ Wu et al. 2024
  - Ordnung „Ca. Methanosuratincolales“ Wu et al. 2024
    - Familie „Ca. Methanosuratincolaceae“ Wu et al. 2024
      - Gattung „Ca. Methanosuratincola“ corrig. Vanwonterghem et al. 2016 [„Ca. Methanosuratus“ Vanwonterghem Vanwonterghem et al. 2016]
        - Spezies „Ca. Methanosuratincola mesotaenarum“ Wu et al. 2024, mit
          - Stamm GD_Cm_T35_P0_bin.90

        - Spezies „Ca. Methanosuratincola petrocarbonis“ corrig. Vanwonterghem et al. 2016 [„Ca.Methanosuratus petracarbonis“ Vanwonterghem et al. 2016] (Typusart), mit
          - Stamm V4
          - Stamm LWZ-6 – Fundort: Shengli-Ölfeld (chinesisch 勝利油田, Pinyin Shènglì Yóutián, englisch Shengli Oil Field) im NW der Provinz Shandong (China), nahe Dongying[13][14][15]

        - Spezies „Ca. Methanosuratincola subterraneus“ corrig. Kadnikov et al. 2019 [„Ca. Methanosuratus subterraneum“ Kadnikov et al. 2019], mit
          - Stamm Ch88 alias RXGA00000000
          - Stamm LCB019-019 – Fundort: nahe Snort Spring,[16] Lower Culex Basin, Yellowstone-Nationalpark

        - Spezies „Ca. Methanosuratincola thermotaenarum“ Wu et al. 2024, mit
          - Stamm XY_C20_T55_P1_bin.49

        - Spezies „Ca. Methanosuratincola verstraetei“ Kohtz et al. 2024, mit
          - Stamm LCB70 – Fundort: Lower Culex Basin, Yellowstone-Nationalpark[14][15][13]

- Klasse Nitrososphaeria Stieglmeier et al. 2014
Klasse [Conexivisphaeria Kato et al. 2021,

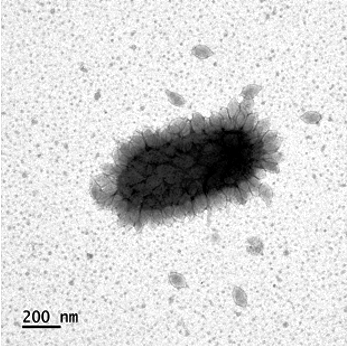
Nitrosopumilus maritimus mit teils anhaftenden Virionen von Nitrosopumilus spindle-shaped virus 1 (Spezies Nitmarvirus NSV1, Thaspiviridae).

Klasse „Soil Crenarchaeotic Group“ (SCG)[17][18][19],
Klasse inhaltlich entsprechend dem früheren Phylum „Nitrososphaeraeota“ Oren et al. 2015,
Klasse „Ca. Thaumarchaeota“ Brochier-Armanet et al. 2008[20][4]]

- Klasse Nitrososphaeria_A (GTDB: abgetrennt von Nitrososphaeria)
Klasse inhaltlich entsprechend dem früheren Phylum „Candidatus Augarchaeota“ corrig. Nunoura et al. 2011 (LPSN),
Klasse [„Ca. Aigarchaeota“ Nunoura et al. 2011[10] (LPSN)]

- Klasse Thermoprotei Reysenbach 2002
Klasse [„Thermoproteia“ Oren et al. 2016,
Klasse „Thermoprotea“ Oren et al. 2015,
nowrap inhaltlich entsprechend dem früheren Phylum Crenarchaeota Cavalier-Smith 2002[10] (s. s.),
Klasse „Filarchaeota“ Cavalier-Smith 2014[21] (als Subphylum)]

- in der LPSN ohne Klassenzuweisung, in der GTDB zur Klasse Nitrososphaeria (Details siehe dort), in der NCBI-Taxonomie in eigenem Phylum „Ca. Geothermarchaeota“
  - ?Ordnung „Ca. Geothermarchaeales“ Adam et al. 2022

- in der LPSN Thermoproteota ohne Klassenzuweisung, in der NCBI-Taxonomie zu einem Phylum Nitrososphaerota [Aigarchaeota] ohne Klassenzuweisung, in der GTDB unbekannt[A. 2]
  - ?Gattung „Ca. Gigantothauma“ corrig. Muller et al. 2010
Gattung „Ca. Giganthauma“ Muller et al. 2010
    - Spezies „Ca. Gigantothauma karukerense“ corrig. Muller et al. 2010
Spezies „Ca. Giganthauma karukerense“ Muller et al. 2010 (Typusart)
    - Spezies „Ca. Gigantothauma porcinsulae“ corrig. Muller et al. 2010
Spezies [„Ca. Giganthauma porcinsulae“ Muller et al. 2010]

- in der LPSN Thermoproteota ohne Klassenzuweisung
  - Gattung „Candidatus Nitrosodeserticola“ Hwang et al. 2021
    - Spezies „Ca. Nitrosodeserticola atacamensis“ corrig. Hwang et al. 2021
Species [„Ca. Nitrosodeserticola atacamae“ corrig. Hwang et al. 2021], mit
      - Stamm LB2

    - Spezies „Ca. Nitrosodeserticola subpetralis“ Hwang et al. 2021, mit
      - Stamm MB1